# Pseudozarba reducta
Pseudozarba reducta är en fjärilsart som beskrevs av W. Warren 1913. Pseudozarba reducta ingår i släktet Pseudozarba och familjen nattflyn. Inga underarter finns listade.